# Орсара Бормида
Орса̀ра Бо̀рмида (на италиански: Orsara Bormida; на пиемонтски: L'Ursera, Л'Урсера) е село и община в Северна Италия, провинция Алесандрия, регион Пиемонт. Разположено е на 220 m надморска височина. Населението на общината е 405 души (към 2010 г.).